# Чима Копи
Чима Копи (итал. Cima Coppi) је награда која се додјељује бициклисти који први пређе преко највећег успона на Ђиро д’Италији, једној од бициклистичких гранд тур трка. На Чима Копи успону, сваке године добија се више бодова за брдску класификацију него на било којем другом успону.

## Историја
Награда Чима Копи уведена је на Ђиро д’Италију 1965, у част Фауста Копија, који је пет пута освајао Ђиро и три пута брдску класификацију. Први пут представљена је 22. априла 1965, од стране тадашњег директора трке — Виченца Торијанија, који је објавио да ће највећи успон доносити дупло више бодова за брдску класификацију. Торијани је размишљао о могућности да први преко успона добија временску бонификацију; ипак, након много различитих мишљења одлучио је да се додјељује више бодова за брдску класификацију.
Чима Копи мијења се од године до године, у зависности од надморске висине профила трке. Пасо дело Стелвио је са 2.758 m највећа тачка до које је Ђиро ишао. Стелвио је вожен 1972, 1975, 1980, 1994, 2005, 2012, 2014, 2017. и 2020. Вожен је такође и 1965, 1988 и 2013, али у сва три случаја је етапа модификована због временских неприлика, што је прузроковало промјену успона на којем се додјељује Чима Копи награда те године.
Године 1967, Феличе Ђимонди је освојио Чима Копи, а затим и Ђиро д’Италију, поставши тако први возач који је то успио. Након њега, Чима Копи и Ђиро исте године освајали су Еди Меркс (1968), Франко Кјочоли (1991), Мигел Индураин (1993), Марко Пантани (1998), Винченцо Нибали (2013) и Крис Фрум (2018). На Ђиру 2018, Чима Копи био је успон Коле деле Финестре; Фрум је напао на средини успона, на 80 km до циља, прешао први преко успона, а затим дошао до етапне побједе и розе мајице, коју је сачувао до краја, направивши тако један од највећих преокрета у историји Ђира.

## Списак Чима Копи успона и побједника
| Година | Успон                                   | Надморска висина    | Први преко успона               | Референца            |
| ------ | --------------------------------------- | ------------------- | ------------------------------- | -------------------- |
| 1965.  | Пасо дело Стелвио                       | 2.758 1.958 m        | Грацијано Батистини (ИТА)       | [ 3 ]                |
| 1966.  | Пасо Пордои                             | 2.239               | Франко Битоси (ИТА)             | [ 7 ]                |
| 1967.  | Тре Чиме ди Лаваредо                    | 2.320               | Феличе Ђимонди (ИТА)            | [ 8 ]                |
| 1968.  | Тре Чиме ди Лаваредо                    | 2.320               | Еди Меркс (БЕЛ)                 | [ 9 ]                |
| 1969.  | Пасо Села                               | 2.214               | Клаудио Микелото (ИТА)          | [ 10 ]               |
| 1970.  | Пасо Пордои                             | 2.239               | Лучијано Армани (ИТА)           | [ 11 ] [ 12 ]        |
| 1971.  | Гросглокнер                             | 2.506               | Пјерфранко Вјанели (ИТА)        | [ 13 ] [ 14 ]        |
| 1972.  | Пасо дело Стелвио                       | 2.758               | Хосе Мануел Фуенте (ШПА)        | [ 15 ]               |
| 1973.  | Пасо ди Ђау                             | 2.236               | Хосе Мануел Фуенте (ШПА)        | [ 16 ]               |
| 1974.  | Тре Чиме ди Лаваредо                    | 2.320               | Хосе Мануел Фуенте (ШПА)        | [ 17 ]               |
| 1975.  | Пасо дело Стелвио                       | 2.758               | Франсиско Галдос (ШПА)          | [ 18 ]               |
| 1976.  | Пасо Села                               | 2.214               | Андрес Гандаријас (ШПА)         | [ 19 ] [ 20 ]        |
| 1977.  | Валпарола Пас                           | 2.200               | Фаустино Фернандез Овијес (ШПА) | [ 21 ]               |
| 1978.  | Пасо Велес                              | 2.033               | Ђанбатиста Баронкели (ИТА)      | [ 22 ]               |
| 1979.  | Пасо Пордои                             | 2.239               | Леонардо Натале (ИТА)           | [ 23 ]               |
| 1980.  | Пасо дело Стелвио                       | 2.758               | Жан Рене Бернадо (ФРА)          | [ 24 ]               |
| 1981.  | Тре Чиме ди Лаваредо                    | 2.320               | Бет Бреу (ШВА)                  | [ 25 ]               |
| 1982.  | Кол д’Изоар                             | 2.361               | Лусин ван Импе (БЕЛ)            | [ 26 ]               |
| 1983.  | Пасо Пордои                             | 2.239               | Марино Лехарета (ШПА)           | [ 27 ]               |
| 1984.  | Пасо Пордои                             | 2.239               | Лоран Фињон (ФРА)               | [ 28 ]               |
| 1985.  | Пасо дел Семпионе                       | 2.005               | Рејнел Монтоја (КОЛ)            | [ 29 ]               |
| 1986.  | Пасо Пордои                             | 2.239               | Педро Муњоз Родригез (ШПА)      | [ 30 ] [ 31 ]        |
| 1987.  | Пасо Пордои                             | 2.239               | Жан Клод Багдо (ФРА)            | [ 32 ] [ 33 ]        |
| 1988.  | Пасо дело Стелвио                       | 2.758               | —                               |                      |
| 1989.  | Пасо ди Гавија                          | 2.621               | —                               |                      |
| 1990.  | Пасо Пордои                             | 2.239               | Маурицио Вандели (ИТА)          | [ 38 ]               |
| 1990.  | Пасо Пордои                             | 2.239               | Шарли Моте (ФРА)                |                      |
| 1991.  | Пасо Пордои                             | 2.239               | Франко Вона (ИТА)               |                      |
| 1991.  | Пасо Пордои                             | 2.239               | Франко Кјочоли (ИТА)            | [ 40 ]               |
| 1992.  | Пасо Пордои                             | 2.239               | Клаудио Кјапучи (ИТА)           | [ 41 ]               |
| 1993.  | Пасо Пордои                             | 2.239               | Мигел Индураин (ШПА)            | [ 42 ]               |
| 1994.  | Пасо дело Стелвио                       | 2.758               | Франко Вона (ИТА)               | [ 43 ]               |
| 1995.  | Коле дел’Ањело                          | 2.744               | —                               |                      |
| 1996.  | Пасо ди Гавија                          | 2.621               | Ернан Буенаора (КОЛ)            | [ 46 ]               |
| 1997.  | Пасо Пордои                             | 2.239               | Хосе Хаиме Гонзалес (КОЛ)       | [ 47 ]               |
| 1998.  | Пасо Села                               | 2.214               | Марко Пантани (ИТА)             | [ 48 ]               |
| 1999.  | Пасо ди Гавија                          | 2.621               | Хосе Хаиме Гонзалес (КОЛ)       | [ 49 ]               |
| 2000.  | Коле дел’Ањело                          | 2.744               | Хосе Хаиме Гонзалес (КОЛ)       | [ 50 ] [ 51 ]        |
| 2001.  | Коле Фунијера                           | 2.511 m              | —                               | [ 52 ] [ 53 ]        |
| 2002.  | Пасо Пордои                             | 2.239               | Хулио Алберто Перез (МЕК)       | [ 54 ] [ 55 ]        |
| 2003.  | Кол д’Есишје                            | 2.366               | Фреди Гонзалес (КОЛ)            | [ 56 ] [ 57 ]        |
| 2004.  | Пасо ди Гавија                          | 2.621               | Владимир Михољевић (ХРВ)        | [ 58 ] [ 59 ]        |
| 2005.  | Пасо дело Стелвио                       | 2.758               | Хосе Рухано (ВЕН)               | [ 60 ] [ 61 ]        |
| 2006.  | Пасо ди Гавија                          | 2.621               | Хуан Мануел Гарате (ШПА)        | [ 62 ] [ 63 ]        |
| 2007.  | Коле дел’Ањело                          | 2.744               | Јоан ле Буланже (ФРА)           | [ 64 ] [ 65 ]        |
| 2008.  | Пасо ди Гавија                          | 2.621               | Хулио Алберто Перез (МЕК)       | [ 66 ] [ 67 ] [ 68 ] |
| 2009.  | Блокхауст Сестријере                    | 2.064 m2.039 m        | Стефано Гарцели (ИТА)           | [ 69 ] [ 70 ]        |
| 2010.  | Пасо ди Гавија                          | 2.621               | Јоан Чоп (ШВА)                  | [ 71 ] [ 72 ]        |
| 2011.  | Пасо ди Ђау                             | 2.236               | Стефано Гарцели (ИТА)           | [ 73 ] [ 74 ]        |
| 2012.  | Пасо дело Стелвио                       | 2.758               | Томас де Гент (БЕЛ)             | [ 75 ] [ 76 ]        |
| 2013.  | Пасо дело Стелвио Тре Чиме ди Лаваредо  | 2.758 2.320         | Винченцо Нибали (ИТА)           | [ 80 ]               |
| 2014.  | Пасо дело Стелвио                       | 2.758               | Дарио Каталдо (ИТА)             | [ 81 ] [ 82 ]        |
| 2015.  | Коле деле Финестре                      | 2.178               | Микел Ланда (ШПА)               | [ 83 ]               |
| 2016.  | Коле дел’Ањело                          | 2.744               | Микеле Скарпони (ИТА)           | [ 84 ] [ 85 ]        |
| 2017.  | Пасо дело Стелвио                       | 2.758               | Микел Ланда (ШПА)               | [ 86 ]               |
| 2018.  | Коле деле Финестре                      | 2.178               | Крис Фрум (УК)                  | [ 6 ] [ 87 ]         |
| 2019.  | Пасо ди Гавија Пасо Манжен              | 2.618 2.047 m        | Фаусто Маснада (ИТА)            | [ 89 ]               |
| 2020.  | Пасо дело Стелвио                       | 2.758               | Роан Денис (АУС)                | [ 90 ]               |
| 2021.  | Пасо Пордои Пасо Ђау                    | 2.618 2.236         | Еган Бернал (КОЛ)               | [ 92 ]               |
| 2022.  | Пасо Пордои                             | 2.618               | Алесандро Кови (ИТА)            | [ 93 ]               |
| 2023.  | Гран сан Бернардо Тре Чиме ди Лаваредо  | 2.469 m2.320         | Сантијаго Буитраго (КОЛ)        | [ 96 ] [ 97 ]        |
| 2024.  | Пасо дело Стелвио, Умбраилпас Пасо Села | 2.758 , 2.501 m2.239 | Ђулио Пелицари (ИТА)            | [ 101 ] [ 102 ]      |
| 2025.  | Коле деле Финестре                      | 2.178               | Крис Харпер (АУС)               | [ 103 ]              |

### Вишеструки победници
|          |                            |              |                  |
| Позиција | Возач                      | Број побједа | Године           |
| 1.       | Хосе Мануел Фуенте         | 3            | 1972, 1973, 1974 |
| 1.       | Хосе Хаиме Гонзалез        | 3            | 1997, 1999, 2000 |
| 3.       | Франко Вона                | 2            | 1991, 1994       |
| 3.       | Хулио Алберто Перез Каупио | 2            | 2002, 2008       |
| 3.       | Стефано Гарцели            | 2            | 2009, 2011       |
| 3.       | Микел Ланда                | 2            | 2015, 2017       |

### По државама
| Држава     | Број побједа | Број бициклиста |
| ---------- | ------------ | --------------- |
| Италија    | 22           | 20              |
| Шпанија    | 11           | 8               |
| Колумбија  | 8            | 6               |
| Француска  | 5            | 5               |
| Белгија    | 3            | 3               |
| Швајцарска | 2            | 2               |
| Мексико    | 2            | 1               |
| Венецуела  | 1            | 1               |
| Аустралија | 1            | 1               |
| Хрватска   | 1            | 1               |
| УК         | 1            | 1               |